# Leonardo Bruno
Leonardo Bruno (Coromandel, 30 de maio de 1945) é um maestro, arranjador e compositor brasileiro. Foi regente titular da Orquestra Sinfônica do Espírito Santo, Orquestra Sinfônica da Paraíba e da Orquestra Filarmônica do Rio de Janeiro. Como arranjador, destacam-se trabalhos ao lado de Gilberto Gil, Zeca Pagodinho, Martinho da Villa, Beth Carvalho, Antonio Carlos e Jocafi e Clara Nunes. Como compositor, destacam-se parcerias em canções como Frevo Rasgado com Gilberto Gil, Maracatu do meu Avô com Nei Lopes e Zumbi dos Palmares com Martinho da Vila.

## Biografia
Leonardo Bruno Ferreira nasceu em Coromandel, Minas Gerais. Iniciou sua carreira musical na Rádio Ministério da Educação do Rio de Janeiro, como cantor lírico aos 19 anos. Ao mesmo tempo,  trabalhava como músico e cantor, na peça Liberdade, Liberdade, ao lado de Oduvaldo Vianna Filho, Paulo Autran e Odete Lara. Por essa época, já atuava ao lado de seu pai, o clarinetista Abel Ferreira.

## Carreira

#### Década de 1960
Em 1965, realizou sua primeira orquestração profissional, Pena e Penar, para o músico Sérgio Ricardo. Em 1967, é chamado para integrar a Orquestra da Rede Globo, em seguida, a orquestra de Érlon Chaves. No mesmo ano, fez arranjos para Louvação, álbum de estreia de Gilberto Gil o qual tornou-se parceiro. No mesmo ano, ao lado de Toquinho e outros músicos de São Paulo, integrou o Quinteto de Roda, formada por Gilberto Gil, para as apresentações mensais no Teatro Paramount, alternada com as de Caetano Veloso, Elis Regina e Chico Buarque.  
Posteriormente começou a trabalhar com Maria Bethânia, Gal Costa, João Marcelo Bôscoli, Lennie Dale e Luís Carlos Miele. Sua primeira trilha para cinema feita sobre temas de Caetano Veloso, para o filme Proezas de Satanás na Vila de Leva e Traz, do cineasta Paulo Gil Soares.
Em 1968, quando atuava com Luís Carlos Miele, Maria Bethânia e Lennie Dale no boate Blow-up de São Paulo, foi convidado a reger um show latino americano na União Soviética, à frente da Orquestra Gosconcert de Moscou. Na volta ao Brasil em 1968, gravou seu primeiro disco de vinil como maestro, Imagem Barroca No. 2, para a CBS, tendo já gravado em Madrid  à frente da Orquestra do Palácio da Música. 

#### Década de 1970
Em 1970 iniciou seus estudos com o maestro José de Lima Siqueira. No mesmo ano, foi chamado a reger a Orquestra da Rede Globo no Festival Internacional da Canção, cargo que dividiu com o maestro Mário Tavares. Regeu quase todos os FICs, tendo sido o orquestrador de BR-3, Pedro Nadie, Kirie e outras vencedoras do evento da Rede Globo. Logo depois, tornou-se diretor musical do programa Som Livre Exportação. O último festival da Globo que regeu foi no Theatro Municipal de São Paulo, em 1975. Na mesma época, recebia prêmio de melhor arranjo para a canção Pra Dizer Adeus do disco de Maria Creuza. Leonardo Bruno, para esta música fez 7 diferentes vozes e sua irmã Vânia Ferreira, fez 3 vozes.
Em 1972,  recebeu  do  governo francês  uma  bolsa de estudos, frequentando, por orientação musical do maestro José de Lima Siqueira, aulas de Olivier Messiaen e Roger Boutry, no Conservatório de Paris. Recebeu declaração de notório saber dos maestros Mário Tavares, Ernani Aguiar, César Guerra-Peixe e Henrique Morelembaum. Em outubro do mesmo ano, fixou-se em Mannheim, Alemanha, onde recebeu orientação musical do maestro Cláudio Santoro, então professor de composição e regência. Pelas mãos de Cláudio Santoro pode conviver com o ambiente musical daquele tradicional centro sinfônico. A partir de 1975, com vistas à regência de ballet, frequentou aulas de ballet clássico com Eugênia Feodorova, Madeleine Rosay e Jane Féraudy. 
Em 1976, volta à TV Globo como orquestrador e, ao lado de Augusto César Vanucci, fez Saudade Não Tem Idade, da série Sexta Nobre e Globo de Ouro. Ainda nesse ano escreveu o especial de fim de ano de Roberto Carlos.
Em 1978, gravou como regente assistente da Orquestra de Câmara do Brasil, sob a direção do maestro José de Lima Siqueira e como regente do coro, o álbum Barroco Brasileiro.

#### Década de 1980
No início dos anos 80, Leonardo Bruno compôs a trilha sonora para a propaganda do whisky Passport, que esteve no ar durante 11 anos, propagado em vários países em três versões: filmes com David Niven, Frank Sinatra e Burt Bacharach. Ainda na mesma década, na Rede Manchete, fez as partituras de Dona Beija, Marquesa de Santos e Bar Academia.
Em 1988, foi convidado para reger a Orquestra Sinfônica do Espírito Santo, da qual foi titular, de 1988 a 1992. Em seguida, Leonardo Bruno foi regente convidado da Orquestra Sinfônica do Teatro Nacional Cláudio Santoro de Brasília, da Orquestra Sinfônica Nacional, da Orquestra Sinfônica de Minas Gerais, da Orquestra Sinfônica de Ribeirão Preto e da Amazonas Filarmônica. 
Ao longo de suas regências, importantes solista se apresentaram junto ao maestro em destaque ao Giancarlo Pareschi, Heitor Alimonda, Alceu Reis, Fábio Zanon, Jerzy Milewisk, Carmelita Reis, Altamiro Carrilho, Piotr Janovski, Noël Devos, João Daltro, Sivuca, Turíbio Santos, Paulo Moura e Nelson Freire.

#### Década de 1990
Em 1991, orquestrou e regeu o compacto sinfônico Ecos e Reflexos para a ECO-92, ao lado do violinista Jerzy Milewski. Em 1992, é chamado a assumir como regente titular a Orquestra Sinfônica Jovem de Brasília.
Em novembro de 1993, reescreveu a partitura do filme Ganga Bruta, executada sob a regência do maestro Júlio Medaglia, pela Orquestra Sinfônica de Minas Gerais, no Palácio das Artes e pela Orquestra Sinfônica de Campinas, no Theatro Municipal de São Paulo. Em dezembro do mesmo ano, assumiu como titular, a Orquestra de Câmara da Universidade Federal de Espírito Santo. Em julho de 1994, assumiu o cargo de diretor artístico e regente titular da Orquestra Sinfônica da Paraíba. Em 1995, assume como professor da Universidade do Estado de Minas Gerais. 
Em novembro de 1995, ao lado de Martinho da Vila, criou e realizou, com a Orquestra Sinfônica de Minas Gerais, um concerto dedicado à cultura afro-brasileira, no Palácio das Artes, permanecendo como regente convidado da mesma orquestra, nos anos de 1996 e 1997. Esse concerto, ao qual chamou Concerto Negro, foi reapresentado em novembro de 1996, desta vez na Sala Cecília Meireles, sendo a orquestra formada por músicos da Orquestra Sinfônica da UFRJ e músicos da Orquestra Sinfônica de Minas Gerais.
O Concerto Negro, que contou com apresentação de Martinho da Vila, foi também realizado na igreja de Nossa Senhora do Rosário dos Homens Pretos, em Diamantina, bem como em seu mercado central, para quinze mil pessoas, em outubro de 1997.
Em 1999, deu prosseguimento ao curso de regência na Escola de Música da Universidade Federal do Rio de janeiro , e no Conservatório Villa-Lobos, curso de formação de professores de educação musical, quando recebeu de Iberê Gomes Grosso os fundamentos do violoncelo e de José Vieira Brandão os da regência coral.

#### Anos 2000
No início dos anos 2000, apresentou-se com a Orquestra Sinfônica de Ribeirão Preto, como regente titular interino. No mesmo ano, realizou o Concerto Negro no Theatro Municipal do Rio de Janeiro.. Em 2002, arranjou a ópera negra O Alabê de Jerusalém, do compositor Altay Veloso. Em 2004, reassumiu o coral infanto-juvenil, As Princesas de Petrópolis, o qual criou em 1999 e à frente do qual permaneceu até 2007.
Em 2009, assumiu a direção da orquestra infanto-juvenil da comunidade Dona Marta, a exemplo do que fez, em 2004, criando os Violinos da Mangueira. Ainda através da Ação Social pela Música do Brasil, foi regente titular e diretor artístico da Orquestra Jovem do Rio e da Orquestra Jovens do Mercosul. Em 2010, assumiu por concurso público o cargo de compositor residente e orquestrador da UFRJ.
Em 2011, regeu a Orquestra do Teatro Nacional Cláudio Santoro de Brasília, no aniversário da capital, na Praça dos Três Poderes, ao lado de seu parceiro Martinho da Vila. Em 2015, recebeu o título de Cidadão Honorário do Município do Rio de Janeiro. Em 2016, é convidado para ocupar a cadeira número 15 da Academia Nacional de Música.
Em 2017, assumiu a vice-presidência e regência titular da Orquestra Filarmônica do Rio de Janeiro. No ano seguinte, rege o concerto Bandeira da Fé em comemoração aos 80 anos de Martinho da Vila. Apresentação posteriormente lançada em álbum ao vivo.